# Álvaro Rego Cabral
Álvaro Rêgo Cabral (Paranhos da Beira, 1915 — Lisboa, 2 de outubro de 2010) foi um engenheiro civil, pesquisador, romancista e ensaísta, que assinava a sua obra como A. Rêgo Cabral, mas que também publicou sob o pseudónimo de Estorieira Santos.

## Biografia
Álvaro Rêgo Cabral nasceu em 1915 em Paranhos da Beira, Seia, onde ao tempo trabalhavam os seus pais, ambos professores. 
Após ter frequentado o Liceu José Falcão, de Coimbra, e o Liceu Alexandre Herculano, na cidade do Porto, ingressou na Faculdade de Engenharia da Universidade do Porto, na qual se formou em engenharia civil.
Iniciou a sua carreira profissional trabalhando com Prof. Correia de Araújo na construção das infraestruturas da Base Aérea de São Jacinto, em Aveiro. Após ter colaborado em projectos de engenharia em diversas regiões, do Brasil a Macau, acabou por se fixar em Angola, onde se dedicou a grandes obras de engenharia.
No início da década de 1960 fixou-se em Lisboa, sendo nomeado Director de Transportes Terrestres do Ministério do Ultramar, regressando pouco depois a Angola com a missão de orientar a ampliação da rede rodoviária da então província ultramarina.
Estreou-se nas lides literárias com a publicação em 1968 da obra Lenda de São Miguel e outras prosas, já que até então tinha publicado apenas estudos técnicos e etnográficos. Até 1975, publicou 3 romances, um livro de memórias e um ensaio político. Em 1974 foi distinguido com o Prémio Fernão Mendes Pinto no 45.º Concurso de Literatura Ultramarina. A partir de 1994 publicou um conjunto de obras assinadas com o pseudónimo de Estorieira Santos.